# Lucile (opera)

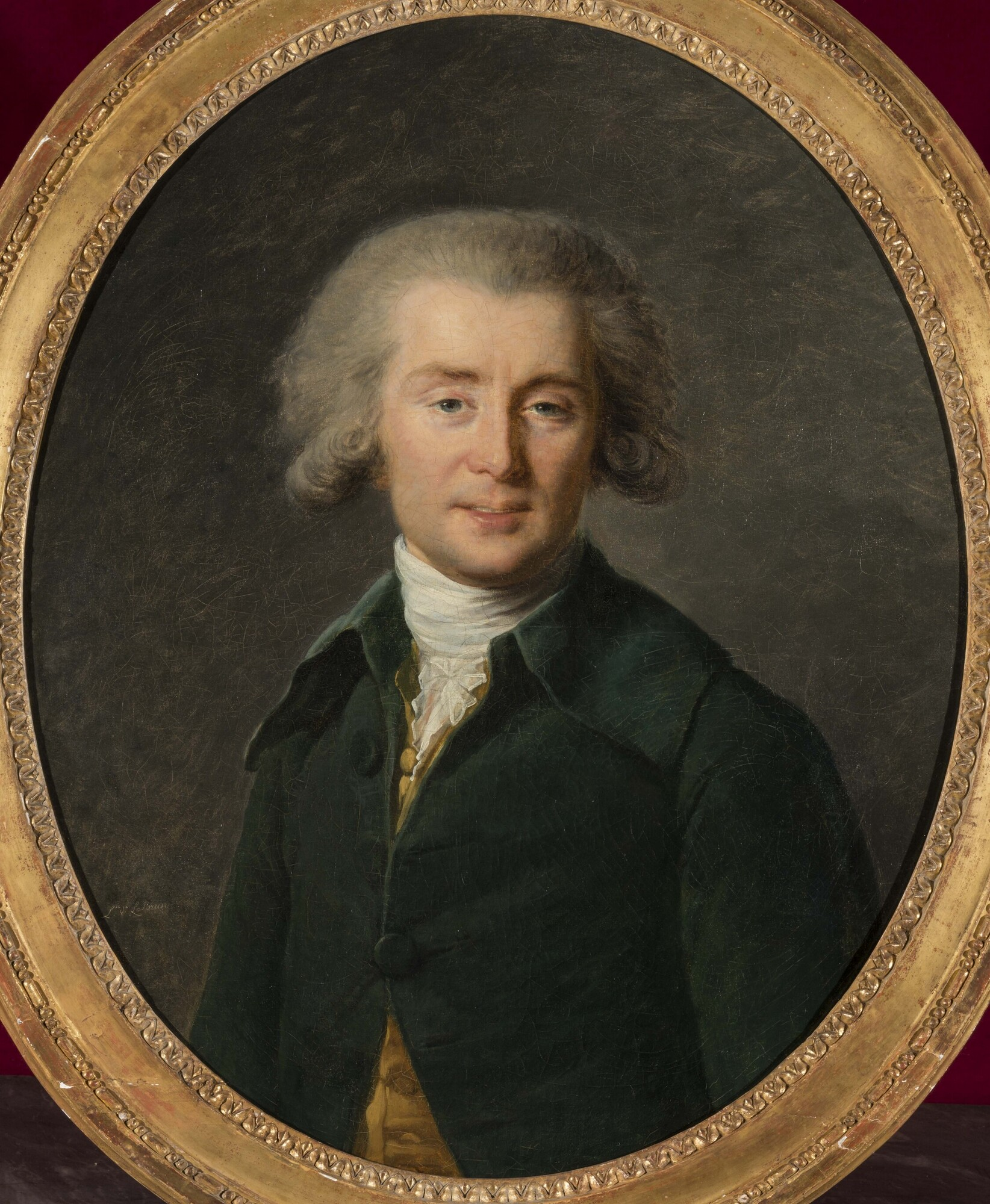
André Grétry

Lucile är en opéra comique i en akt med musik av André Grétry och libretto av Jean-François Marmontel.

## Historia
Karaktärerna i librettot hämtade Marmontel från "L'école des pères" en av berättelserna i Contes moraux ("Moral Tales"). Melodin "Où peut-on être mieux qu'au sein de sa famille?" använde Henri Vieuxtemps senare i sin violinkonsert nr 5 Op.37.
Grétrys musik är noterbar för sina dramatiska monologer. Operan hade premiär den 5 januari 1769 på Comédie-Italienne i Paris. 

### Svensk premiär
På hösten 1773 ber kung Gustav III den svenske ambassadören i Paris, greve Gustav Philip Creutz, att skriva ett libretto till bröllopet mellan kungens bror, hertig Carl (senare Karl XIII), och prinsessan Hedvig Elisabet Charlotta av Holstein-Gottorp år 1774. Det var tänkt att Grétry skulle komponera musiken men det hela rann ut i sanden. Men det var hertig Carl som såg till att den första opéra comique kom att uppföras i Sverige. Den svenska premiären var den 19 juni 1776 på Stora Bollhuset i Stockholm. Översättningen var gjord av Anna Maria Lenngren och dirigent var Francesco Uttini. Föreställningen gavs 14 gånger fram till juni 1778. 

## Personer
| Roller        | Stämma | Premiärbesättning 5 januari 1769 (Dirigent: - ) | Rollbesättning vid den svenska premiären den 19 juni 1776 (Dirigent: Francesco Uttini) |
| ------------- | ------ | ----------------------------------------------- | -------------------------------------------------------------------------------------- |
| Blaise        | Bas    | Joseph "Giuseppe" Caillot                       | Anders Nordén                                                                          |
| Dorval        | Tenor  | Clairval                                        | Carl Stenborg                                                                          |
| Dorvals fader | Bas    | Nainville                                       | Hans Björkman                                                                          |
| Julie         | Sopran | Eulalie Des Glan(d)s                            | M. E. Bergsten                                                                         |
| Lucile        | Sopran | Marie-Thérèse Laruette                          | Lovisa Augusti                                                                         |
| Timante       | Tenor  | Jean-Louis Laruette                             | Diedrich Tellerstedt                                                                   |

## Handling
Lucile är dotter till den rike borgaren Timante, och hon ska nu gifta sig med Dorval. Då uppdagas det att hon i själva verket är dotter till den fattige Blaise, vars hustru var Luciles amma. De bytte bort sin dotter då Timantes dotter plötsligt dog som nyfödd. Timante accepterar faktum och ber Dorvals fader att göra detsamma.